# Carol Bartz
Carol Ann Bartz (Winona, 29 agosto 1948) è una dirigente d'azienda statunitense, dal 1992 al 2006 amministratrice delegata di Autodesk e dal 2010 al 2011 di Yahoo!, succedendo al cofondatore Jerry Yang.

## Biografia
Carol Bartz è nata a Winona, nel Minnesota, figlia di Shirley Ann Giese e Virgil Julius Bartz. Sua madre morì quando Carol aveva otto anni. Alcuni anni dopo, lei e suo fratello minore, Jim, si trasferirono dal Minnesota a casa della nonna, Alice, in un caseificio vicino ad Alma, nel Wisconsin. Al liceo, Bartz andava bene in matematica. Ha iniziato il college alla William Woods University di Fulton, Missouri, e successivamente si è trasferita all'Università del Wisconsin dove nel 1971 ha conseguito una laurea in scienze informatiche. Durante il college, si è mantenuta come cameriera nei bar. Bartz ha anche due fratellastri e due sorellastre che vivono tutti in Wisconsin e Minnesota.
Nel 1976, Bartz andò a lavorare presso il conglomerato di produzione 3M, ma se ne andò dopo che la sua richiesta di trasferimento alla sede centrale fu respinta. È allora passata al settore dei computer, lavorando inizialmente presso Digital Equipment Corporation e Sun Microsystems.

### CEO di Autodesk
È diventata CEO di Autodesk nel 1992. Secondo Forbes, Bartz "ha trasformato Autodesk da un produttore senza scopo di software per PC in un leader di software di progettazione assistita da computer, rivolto ad architetti e costruttori". Le viene attribuito il merito di aver istituito e promosso il concetto "3F" o "fail fast-forward" di Autodesk: l'idea di plasmare un'azienda in modo che rischi di fallire in alcune missioni, ma per essere resiliente e andare avanti rapidamente quando si verifica un fallimento. Si è dimessa dalla carica di amministratrice delegata nel 2006 ed è diventata presidente esecutivo del consiglio di amministrazione.
Durante i suoi 14 anni di mandato come CEO della società, i ricavi netti di Autodesk sono aumentati notevolmente e il fatturato annuo è passato da 300 milioni di dollari a 1,5 miliardi di dollari, con il prezzo delle azioni che è aumentato in media del 20% all'anno.
Bartz ha fatto parte di diversi consigli di amministrazione, inclusi quelli di Intel, Cisco Systems, BEA Systems, Network Appliance e Foundation for the National Medaglie of Science. Inoltre, è stata membro del Council of Advisors on Science and Technology del Presidente degli Stati Uniti.

### CEO di Yahoo!
Il 13 gennaio 2009, Bartz è stata nominata CEO di Yahoo!, la società di servizi Internet che gestiva il quarto nome di dominio web più visitato al mondo, succedendo al co-fondatore Jerry Yang. Durante una teleconferenza con gli analisti finanziari, sempre nel gennaio 2009, ha annunciato, con il suo linguaggio piuttosto spinto, l'intenzione di assicurarsi che Yahoo! avesse "qualche fottuto respiro" in modo che la società potesse "prendere a calci in c...". Rob Hof di Business Week era scettico sul fatto che la Bartz, o chiunque altro, potesse salvare la società: "... non è ancora chiaro se Bartz possa cambiare Yahoo!, non importa quanto brava possa essere".
Nel maggio 2009, Reuters ha riferito che lei aveva già "elaborato una lista di controllo impressionante" nella sua nuova azienda, "capovolgendo la struttura organizzativa, sostituendo i dirigenti e tagliando i costi, inclusi 675 posti di lavoro, ovvero il 5% della forza lavoro". Gli analisti hanno descritto i suoi sforzi come esattamente ciò che la società richiedeva, ma, come ha osservato il giornalista Alexei Oreskovic: "Per i ranghi di Yahoo, ancora sconvolti dai profondi tagli nel 2008, la speranza che Bartz porta è sempre più mescolata a una dose di paura e incertezza. Eppure rimane ampio sostegno per la Bartz nonostante i discorsi duri, le feste annullate e le vacanze forzate che sono arrivate a definire la sua era".
Con un nuovo ciclo di licenziamenti e la rimozione di un certo numero di siti di Yahoo!, "l'ansia tra i ranghi è stata aggravata da quello che alcuni dicono essere un crescente senso di segretezza", per il quale Bartz ha una notevole reputazione: "Il flusso informale di informazioni una volta comune all'interno dell'azienda si è arrestato". Bartz è stata anche citata per aver detto che avrebbe "calpestato i fottuti dipendenti di Marte" che trapelano alla stampa. Oreskovic ha citato un pauroso insider anonimo: "Vogliamo tutti credere in lei perché vogliamo davvero vedere Yahoo! voltarsi indietro, ma non rende le cose meno spaventose quando non si sente parlare di cosa sta succedendo. Tutto dipende dalla necessità di sapere".
Dopo un anno in Yahoo, nel gennaio 2010, Bartz si è assegnata un voto "B-" per il lavoro svolto nel 2009: "È stato un po 'più difficile internamente di quanto pensassi. Mi sono mosso velocemente, ma questo è un grande lavoro".  Altri nei media, tuttavia, hanno valutato il suo lavoro più alto a causa delle sfide che doveva gestire.
Quando Bartz è stata assunta da Yahoo all'inizio del 2009, le è stato pagato uno stipendio base annuo di 1 milione di dollari. Aveva diritto a un bonus annuale del 400% e riceveva 5.000.000 di azioni oltre a una sovvenzione di capitale di 18 milioni di dollari di azioni (per compensare la perdita del valore delle borse di studio e la copertura medica post-impiego dal suo precedente datore di lavoro). Nel 2010 Bartz è stata nominata il CEO "più pagato in eccesso" dalla società di voto per delega Glass-Lewis quando ha ricevuto 47,2 milioni di dollari di risarcimento.

### Licenziata per telefono
Il 6 settembre 2011, Bartz è stata rimossa dalla carica in Yahoo! (tramite una telefonata dal presidente di Yahoo!, Roy Bostock) e il CFO Tim Morse è stato nominato CEO ad interim della società. Bartz ha annunciato in rete la notizia del licenziamento ("Sono molto addolorata di comunicavi che sono appena stata licenziata con una telefonata dal presidente del board" Roy Bostock). Ha anche fatto notare come Bostock fosse fisicamente a 20 minuti da lei quando è stata licenziata. E ha aggiunto come non avesse "il coraggio di vederla faccia a faccia".  Ha poi commentato: il consiglio di amministrazione  "mi ha fottuto".

## Vita privata
È sposata con Bill Marr, ex dirigente di Data General e Sun Microsystems. Hanno tre figli: Bill, Meredith e Layne.
I suoi hobby includono golf, tennis e giardinaggio.

## Altre attività
Bartz è stato membro di otto consigli di amministrazione di società pubbliche negli ultimi 20 anni. A partire dal febbraio 2018, siede nel consiglio di PlanGrid e Cisco. Nel dicembre 2017, è stato segnalato che possedeva oltre cinquantaduemila azioni Cisco, per un valore di circa 1,6 milioni di dollari.

## Riconoscimenti
Bartz ha ricevuto un dottorato onorario in lettere umanitarie (2002) dal New Jersey Institute of Technology, un dottorato onorario in scienze dal Worcester Polytechnic Institute e un dottorato onorario in lettere dalla William Woods University.
Nel 2001 ha ricevuto il premio Ernst & Young Entrepreneur Of The Year.
Nel 2005 è stata inclusa da Forbes nell'elenco delle 100 donne più potenti che il mondo, figurando nella lista per sei anni consecutivi.